# Red, White and Blue (Kurzfilm)
Red, White and Blue ist ein 2023 erschienener Kurzfilm von Nazrin Choudhury. Der Film wurde für die Oscarverleihung 2024 als bester Kurzfilm für einen Oscar nominiert.

## Handlung
Rachel ist eine alleinerziehende Mutter einer Tochter in Arkansas, die von der Hand in den Mund lebt. Da ein Schwangerschaftsabbruch hier illegal ist, begibt sie sich aufgrund einer ungewollten Schwangerschaft mit ihrer Tochter Maddy auf die Reise nach Illinois, wo der Eingriff legal ist.

## Hintergrund
Choudhury, die selbst einen Schwangerschaftsabbruch mitgemacht hat, ist der Überzeugung, dass es sich bei der Entscheidung über den Abbruch einer Schwangerschaft um ein universelles Menschenrecht handeln soll. Nachdem der Oberste Gerichtshof mit der Entscheidung in Sachen Dobbs v. Jackson Women’s Health Organization die frühere Entscheidung in Sachen Roe v. Wade aufgegeben hatte, begann sie am Drehbuch für Red, White and Blue zu schreiben. Ihre Intention war dabei sich von der Politik so fern wie möglich zu halten.
Gedreht wurde der Kurzfilm in Los Angeles. Premiere feierte er am 30. September 2023 beim Edmonton International Film Festival. In den Vereinigten Staaten wurde Red, White and Blue erstmals am 15. Oktober 2023 beim Hawaii International Film Festival aufgeführt. Im April 2024 wird der Film beim Miami Film Festival vorgestellt.

## Rezension
Für Joseph Wade im Film Magazine ist „emotional“ die beste Einwortrezensionszusammenfassung. Es gäbe Ungerechtigkeit, die sich durch den Film ziehe, und Schmerz, der hinter allem liege. Es gäbe viel politischen Kommentar, aber es sei ein Kurzfilm, der nie die Menschlichkeit aus der Sicht verliere, die er präsentiere, die Charaktere, die er uns ohne Aufwand für real halten lasse. Er sei brutal, real, und müsse gesehen werden.

## Auszeichnungen und Nominierungen
- Edmonton International Film Festival 2023: Jury-Preis als bester Kurzfilm
- Hawaii International Film Festival 2023: nominiert als bester Kurzfilm
- Miami Film Festival 2024: nominiert für den Miami International Short Film Award[3]
- Oscars 2024: Nominierung als bester Kurzfilm[5]